# 상주공업고등학교
상주공업고등학교(尙州工業高等學校)는 대한민국 경상북도 상주시 낙양동에 있는 사립 고등학교이다.

## 학교 연혁
- 1951년 10월 12일 : 학교법인 남산학원 설립 인가
- 1969년 12월 15일 : 상주 실업 고등학교 설립 인가
- 1970년 3월 1일 : 개교 (상주읍 신봉리 203번지) 초대 황의복 교장 취임
- 1970년 12월 3일 : 학칙 변경인가 (토목과 2학급, 상과 2학급)
- 1971년 2월 25일 : 상주읍 낙양동 388번지로 교사 이전
- 1972년 7월 25일 : 상주종합고등학교 교명 변경인가
- 1977년 9월 5일 : 상주공업고등학교 교명 변경인가
- 1977년 9월 28일 : 학칙 변경인가 (토목과 2학급, 전기과 2학급, 화공과 2학급)
- 2010년 6월 11일 : 영어중점형 교과교실제 선정 및 자율학교 선정
- 2010년 12월 6일 : 친환경공업분야 특성화 고등학교 선정
- 2013년 1월 18일 : 경북 명품교육 인증대상기관 선정
- 2018년 3월 1일 : 권희태 법인 이사장 취임
- 2021년 8월 11일 : 건축종합실습동 준공
- 2023년 1월 3일 : 제51회 졸업식(누적 졸업생 총 16,776명)
- 2023년 3월 1일 : 제12대 최원규 교장 취임
- 2023년 3월 2일 : 2023학년도 입학(신입생 177명)

## 설치 학과
- 전기시스템과
- 자동차기계과
- 토목시스템과
- 건축목공시스템과

## 참고 자료
- 상주공업고등학교 - 한국교육학술정보원 학교알리미